# Химическое осаждение из газовой фазы

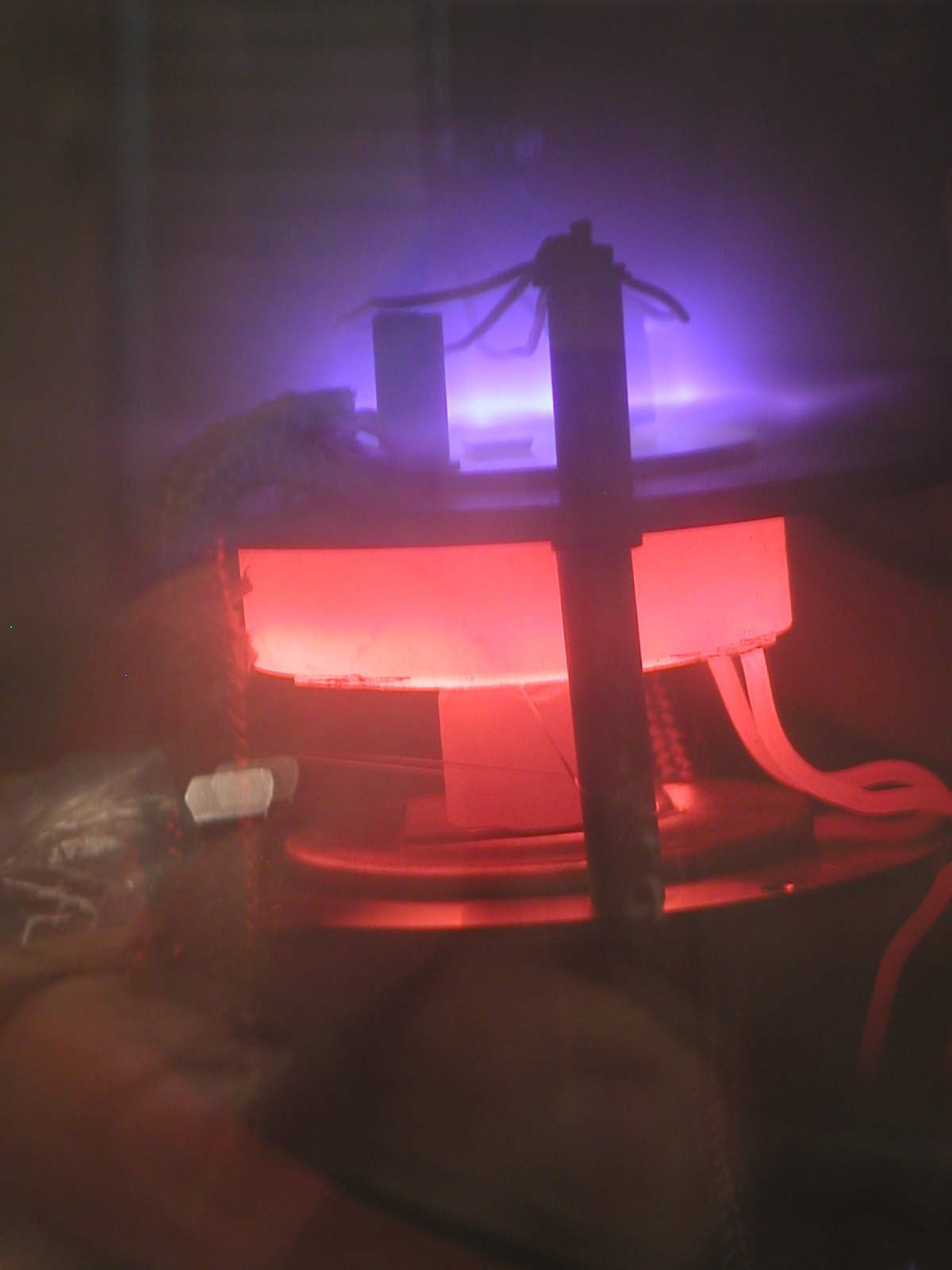
Плазма ускоряет рост углеродных нанотрубок в лабораторной установке PECVD (Plasma Enhanced CVD).

Хими́ческое осажде́ние из га́зовой фа́зы (ХОГФ) (химическое парофазное осаждение, англ. Chemical vapor deposition, CVD) — процесс, используемый для получения высокочистых твёрдых материалов. Процесс часто используется в индустрии полупроводников для создания тонких плёнок. Как правило, при процессе CVD подложка помещается в пары одного или нескольких веществ, которые, вступая во взаимные реакции и/или разлагаясь, формируют на поверхности подложки слой необходимого вещества. Побочно часто образуется также газообразные продукты реакции, выносимые из камеры осаждения потоком газа-носителя.
С помощью CVD-процесса производят материалы различных структур: монокристаллы, поликристаллы, аморфные тела и эпитаксиальные. Примеры материалов: кремний, углеродное волокно, углеродное нановолокно, углеродные нанотрубки, графен, SiO2, вольфрам, карбид кремния, нитрид кремния, нитрид титана, различные диэлектрики, а также синтетические алмазы.

## Виды CVD

Схема термического химического осаждения из газовой фазы в камере с горячими стенками

Плазменно-химическое осаждение из газовой фазы

Различные виды CVD широко используются и часто упоминаются в литературе[какой?]. Процессы различаются по видам химических реакций и по условиям протекания процесса.

### Классификация по давлению
- CVD при атмосферном давлении (англ. Atmospheric Pressure chemical vapor deposition (APCVD)) — CVD-процесс проходит при атмосферном давлении.
- CVD при пониженном давлении (англ. Low pressure chemical vapor deposition (LPCVD)) — CVD-процесс при давлении ниже атмосферного. Пониженное давление снижает вероятность нежелательных побочных реакций в газовой фазе и ведёт к более равномерному осаждению плёнки на подложку. Большинство современных CVD-установок — либо LPCVD, либо UHVCVD.
- Вакуумный CVD (англ. Ultra high vacuum chemical vapor deposition (UHVCVD)) — CVD-процесс проходит при очень низком давлении, обычно ниже 10−6 Па (~10−8 мм рт. ст.).

### Классификация по физическим характеристикам пара
- CVD с участием аэрозоля (англ. Aerosol Assisted Chemical vapor deposition (AACVD)) — CVD-процесс в котором прекурсоры транспортируются к подложке в виде аэрозоля, который может создаваться различными способами, например, ультразвуком.
- CVD с прямой инжекцией жидкости (англ. Direct liquid injection chemical vapor deposition (DLICVD)) — CVD-процесс, при котором исходное вещество подаётся в жидкой фазе (в чистом виде либо растворённым в растворителе). Жидкость впрыскивается в камеру через инжектор (часто используются автомобильные инжекторы). Эта технология позволяет достигать высокой скорости формирования плёнки.

### Плазменные методы
- Усиленный плазмой CVD (англ. Plasma enhanced chemical vapor deposition (PECVD)) — CVD-процесс, который использует плазму для разложения исходных веществ, активации поверхности подложки и ионного травления. За счёт более высокой эффективной температуры поверхности подложки, данный метод применим при более низких температурах и позволяет получать покрытия, равновесные условия синтеза которых недостижимы иными методами из-за недопустимости перегрева подложек или иных причин. В частности, этим методом успешно получают алмазные плёнки и даже относительно толстые изделия, такие как окна для оптических систем[1].
- CVD активированный СВЧ плазмой (англ. Microwave plasma chemical vapor deposition (MPCVD)).
- Усиленный непрямой плазмой CVD (англ. Remote plasma-enhanced CVD (RPECVD)) — в отличие от PECVD, в плазме газового разряда происходит только разложение исходных веществ, в то время как сама подложка не подвергается её действию. Это позволяет исключить радиационные повреждения подложки и снизить тепловое воздействие на неё. Такой режим обеспечивается за счёт пространственного разделения областей разложения и осаждения и может дополняться различными методами локализации плазмы (например, при помощи магнитного поля или повышения давления газа).

### Иные методы
- Атомно-слоевое осаждение (англ. Atomic layer CVD (ALCVD)) — формирует последовательные слои различных материалов для создания многоуровневой кристаллической плёнки.
- Пламенное разложение (англ. Combustion Chemical Vapor Deposition (CCVD) ) — процесс сгорания в открытой атмосфере.
- CVD с горячей нитью (англ. Hot wire chemical vapor deposition (HWCVD) / hot filament CVD (HFCVD)) — также известен как каталитический CVD (англ. Catalitic chemical vapor deposition (Cat-CVD)). Использует горячий носитель для ускорения реакции газов.
- Металлорганический CVD (англ. Metalorganic chemical vapor deposition (MOCVD)) — CVD-процесс, использующий металлоорганические исходные вещества.
- Гибридное физико-химическое парофазное осаждение (англ. Hybrid Physical-Chemical Vapor Deposition (HPCVD)) — процесс, использующий и химическую декомпозицию прекурсора, и испарение твёрдого материала.
- Быстродействующее термическое химическое парофазное осаждение (англ. Rapid thermal CVD (RTCVD)) — CVD-процесс, использующий лампы накаливания или другие методы быстрого нагрева подложки. Нагрев подложки без разогрева газа позволяет сократить нежелательные реакции в газовой фазе.
- Парофазная эпитаксия (англ. Vapor phase epitaxy (VPE)).

## Материалы для микроэлектроники
Метод химического осаждения из газовой фазы позволяет получать конформные покрытия высокой сплошности, и поэтому широко используется в микроэлектронном производстве для получения диэлектрических и проводящих слоёв.

### Поликристаллический кремний
Поликристаллический кремний получают из силанов реакцией разложения:
{\displaystyle {\ce {SiH4 -> Si + 2 H2}}}.
Реакция обычно проводится в LPCVD системах, либо с подачей чистого силана, или смеси силана и 70—80 % азота. При температуре от 600 °С и 650 °С и при давление от 25 до 150 Па скорость осаждения от 10 до 20 нм в минуту. Альтернатива — использование смеси силана с водородом, что снижает скорость роста даже при повышении температуры до 850 °С или 1050 °С.

### Диоксид кремния
Диоксид кремния (часто называемый просто «оксидом» в индустрии полупроводников) может наноситься несколькими различными процессами. Используются реакции окисления силана кислородом:
{\displaystyle {\ce {SiH4 + O2 -> SiO2 + 2 H2,}}}
взаимодействием дихлорсилана с закисью азота:
{\displaystyle {\ce {SiCl2H2 + 2 N2O -> SiO2 + 2 N2 + 2 HCl,}}}
разложением тетраэтоксисилана:
{\displaystyle {\ce {Si(OC2H5)4 -> SiO2}}} + побочные продукты.

### Нитрид кремния
Нитрид кремния часто используют как изолятор и диффузионный барьер при производстве интегральных микросхем. Используют реакцию взаимодействия силана с аммиаком:
{\displaystyle {\ce {3 SiH4 + 4 NH3 -> Si3N4 + 12 H2,}}}
{\displaystyle {\ce {3 SiCl2H2 + 4 NH3 -> Si3N4 + 6 HCl + 6 H2}}}.
Следующие две реакции используют в плазменных процессах для отложения {\displaystyle {\ce {SiNH:}}}
{\displaystyle {\ce {2 SiH4 + N2 -> 2 SiNH + 3 H2,}}}
{\displaystyle {\ce {SiH4 + NH3 -> SiNH + 3 H2}}}.

### Металлы
ХОГФ широко используют для нанесения молибдена, тантала, титана, никеля и вольфрама. При осаждении на кремний эти металлы могут формировать силициды с полезными свойствами. Mo, Ta и Ti осаждают в процессе LPCVD из их пентахлоридов. Ni, Mo, W могут при низких температурах осаждаться из карбонилов. Для пятивалентного металла M реакция восстановления из пентахлорида:
{\displaystyle {\ce {2 MCl5 + 5 H2 -> 2 M + 10 HCl}}}.
Обычно используемое соединение вольфрама — гексафторид вольфрама, который осаждают двумя способами:
{\displaystyle {\ce {WF6 -> W + 3 F2,}}}
{\displaystyle {\ce {WF6 + 3 H2 -> W + 6 HF}}}.